# Kościół Świętych Apostołów Piotra i Pawła w Kraśniczynie
Kościół Świętych Apostołów Piotra i Pawła – rzymskokatolicki kościół parafialny należący do dekanatu Krasnystaw – Wschód archidiecezji lubelskiej.
Jest to świątynia zbudowana w latach 1840–1857 jako cerkiew unicka na miejscu poprzedniej budowli, której data erekcji jest nieznana. Około 1875 roku została zamieniona na cerkiew prawosławną istniejącą do wybuchu I wojny światowej. Od 1920 roku jest to kościół rzymskokatolicki. Do 1972 roku był to kościół filialny należący do parafii Nawiedzenia Najświętszej Maryi Panny i św. Łukasza w Surhowie. Od 1972 jest to samodzielny kościół parafialny.
Budowla jest murowana i otynkowana, została wzniesiona z kamienia. Kościół jest orientowany. Został zbudowany na planie prostokąta i składa się z kwadratowego prezbiterium i identycznej kruchty od strony zachodniej oraz prostokątnej zakrystii. Wnętrze jest nakryte stropami. Dach jest nakryty blachą i ozdobiony sygnaturką.